# Johnny Hayes
Johnny Hayes (n. 10 aprilie 1886, New York City, New York, SUA – d. 23 august 1965, Englewood⁠(d), New Jersey, SUA) a fost un atlet american, medaliat olimpic. A participat la o ediție a Jocurilor Olimpice (1908) în care a câștigat medalia de aur în proba de maraton.

## Palmares
| An   | Competiție        | Locație                | Loc | Eveniment | Note      |
| ---- | ----------------- | ---------------------- | --- | --------- | --------- |
| 1908 | Jocurile Olimpice | Londra, Marea Britanie | 1   | maraton   | 2:55:18,4 |